# Jemma Redgrave
Jemma Redgrave, właściwie Jemina Redgrave (ur. 14 stycznia 1965 roku w Londynie) – brytyjska aktorka filmowa, telewizyjna, teatralna i radiowa.
Jest córką Corina Redgrave oraz Deirdry Hamilton-Hill. W 1992 roku poślubiła brytyjskiego aktora, Tima Owena, z którym ma dwójkę dzieci.

## Wybrana filmografia

### Filmy
- 1992: Powrót do Howards End (Howards End) jako Evie Wilcox
- 2003: I ja tam będę (I'll Be There) jako Rebecca Edmonds
- 2005: Lassie (Lassie) jako Daisy

### Seriale
- 2001 - 2002: Sędzia John Deed (Judge John Deed) jako Francesca Rochester (3 odcinki)
- 2002: Moja rodzinka (My Family) jako Dr. Connor (odc.: "Shrink Rap")
- 2004: Sprawy inspektora Lynleya (The Inspector Lynley Mysteries) jako Grace Finnegan (odc.: "If Wishes Were Horses")
- 2007: Budząc zmarłych (Walking the Dead) jako Sophie Wall (odc.: "Mask of Sanity": część 1 i 2)
- 2009: Agatha Christie: Panna Marple (Agatha Christie's Marple) jako Jessie Humbleby (odc.: "Morderstwo to nic trudnego")
- 2012 - obecnie: Doktor Who (Doctor Who) jako Kate Steward (3 odcinki)
- 2013: Dracula (Dracula) jako Minerva Westenra (2 odcinki)